# Exo from Exoplanet: The Lost Planet
Exo from Exoplanet #1: The Lost Planet (estilizada como EXO FROM. EXOPLANET #1 - THE LOST PLANET), conhecida simplesmente como The Lost Planet Tour, é a primeira turnê do grupo masculino sino-coreano Exo. A turnê, que passa por diferentes cidades começou com três shows em Seul, Coreia do Sul de 23 a 25 de maio de 2014 no Olympic Gymnastics Arena. A turnê foi oficialmente anunciada em abril de 2014, que foi seguido pelo lançamento de seu segundo EP Overdose em maio de 2014.

## História
A turnê foi anunciado oficialmente pela banda em 6 de abril de 2014, com duas datas para o primeiro show da turnê em Seul no Olympic Gymnastics Arena. Em 15 de abril, a agência do grupo, SM Entertainment divulgou um vídeo da turnê em sua conta oficial no YouTube. Em 16 de abril, as vendas de ingressos para o primeiro concerto do EXO em Seul em 24 e 25 de maio foram abertas às 20:00h (KST) através do mercado on-line Gmarket. No entanto, dentro de 1,47 segundo, todos os assentos foram reservados e o concerto foi considerado esgotado, e foi adicionada uma outra data para o concerto de Seul. Bilhetes e a data adicional para 23 de maio, se abriram em 8 de maio através do mercado on-line Gmarket.

## Set list
VCR (Introdução)
- MAMA (remix) (KR-CH-KR)
- Let Out the Beast (CH-KR-CH)
- I'm Lay (solo do Lay) (EN)
- 월광 (Moonlight) (EXO-K)

Ment
- Delight (Solo do Chanyeol) (KR)
- 너의 세상으로 (Into Your World) (EXO-M)
- Black Pearl (CH)
- Uprising (Solo do Chen) (KR)
- SHINee Medley: 쏘리 쏘리 (Sorry Sorry) (KR), Dream Girl (KR), 링딩동 (Ring Ding Dong), Genie (KR) & Gee (CH)
- XOXO (KR)
- Exorient (Solo de dança do Sehun)
- Love, Love, Love (KR)
- Thunder (EXO-K)
- Tell Me What Is Love (Solo do D.O.) (KR)
- My Lady (EXO-M)
- My Turn to Cry (Solo do Baekhyun) (KR)
- 인어의 눈물 (Baby Don't Cry) (EXO-K)

Ment
- Machine (EXO-K)
- Breakin' Machine (Solo de Dança do Xiumin)
- 3.6.5 (CH-KR-CH)
- History (KR/CH)
- The Star (Solo do Luhan) (CH)
- Beautiful (Solo do Suho) (KR)
- 피터팬 (Peter Pan) (KR)
- Metal (Solo de dança do Tao)

VCR (Heart Attack)
- Deep Breath (Solo do Kai) (KR)
- Overdose (KR)

(Encore)
- 늑대와 미녀 (Wolf) (KR)
- 으르렁 (Growl) (KR)

Ment
- Lucky (KR)
- VCR e ENCERRAMENTO

Opening (The Lost Planet)
- Haka (KR)
- MAMA (KR-CH-KR)
- Let Out The Beast (CH-KR-CH)
- I'm Lay (Solo do Lay) (EN)
- 월광 (Moonlight) (EXO-K)
- Rocket Dive (Solo do Chanyeol) (KR)
- 너의 세상으로 (Into Your World) (EXO-K)
- Black Pearl (CH)
- Uprising (Solo do Chen) (KR)
- XOXO (KR)
- Exorient (Solo de dança do Sehun)
- Love, Love, Love (KR)
- Thunder (EXO-K)
- Tell Me What IS Love (Solo do D.O.) (KR)
- My Lady (EXO-M)
- My Turn to Cry (Solo do Baekhyun) (KR)
- 인어의 눈물 (Baby Don't Cry) (EXO-K)
- Machine (EXO-K)
- Breakin' Machine (Solo de dança do Xiumin)
- 3.6.5. (CH-KR-CH)
- History (KR-CH-KR)
- 피터팬 (Peter Pan) (KR)
- Beautiful (Solo do Suho) (KR)
- Metal (Solo de dança do Tao)
- Heart Attack (KR)
- Deep Breath (Solo do Kai) (KR)
- Overdose (KR)

Encore
- 늑대와 미녀 (Wolf) (KR)
- 으르렁 (Growl) (KR)
- The First Snow (KR)
- Lucky (KR)
- ENCERRAMENTO

VCR (Introdução)
- MAMA (remix) (KR-CH-KR)
- Let Out the Beast (CH-KR-CH)
- I'm Lay (Lay solo) (EN)
- 월광 (Moonlight) (KR)

Ment
- Delight (Solo do Chanyeol) (KR)
- 너의 세상으로 (Into Your World) (EXO-M)
- Black Pearl (CH)
- Uprising (Chen solo) (KR)
- Medley: 쏘리 쏘리 (Sorry Sorry) (KR), Dream Girl (KR), 링딩동 (Ring Ding Dong), Genie (KR) & Gee (CH)
- XOXO (KR)
- Exorient (Solo de dança do Sehun)
- Love, Love, Love (KR)
- Thunder (EXO-K)
- Tell Me What Is Love (Solo do D.O.) (KR)
- My Lady (EXO-M)
- My Turn to Cry (Solo do Baekhyun) (KR)
- 인어의 눈물 (Baby Don't Cry) (EXO-K)

Ment
- Machine (EXO-K)
- Breakin' Machine (Solo de dança do Xiumin)
- 3.6.5 (CH-KR-CH)
- History (KR-CH-KR)
- The Star (Solo do Luhan) (CH)
- Beautiful (Solo do Suho) (KR)
- 피터팬 (Peter Pan) (KR)
- Metal (Solo de dança do Tao)

VCR (Heart Attack)
- Deep Breath (Solo do Kai) (KR)
- Overdose (KR)

(Encore)
- 늑대와 미녀 (Wolf) (KR)
- 으르렁 (Growl) (KR)

Ment
- Lucky (KR)
- VCR and ENCERRAMENTO

VCR (Introdução)
- MAMA (remix) (KR-CH-KR)
- Let Out the Beast (CH-KR-CH)
- I'm Lay (Solo do Lay) (EN)
- 월광 (Moonlight) (EXO-K)

Ment
- Delight (Solo do Chanyeol) (KR)
- 너의 세상으로 (Into Your World) (EXO-M)
- Black Pearl (CH)
- Uprising (Solo do Chen) (KR)
- Medley: 쏘리 쏘리 (Sorry Sorry) (KR), Dream Girl (KR), 링딩동 (Ring Ding Dong), Genie (KR) & Gee (CH)
- XOXO (KR)
- Love, Love, Love (KR)
- Thunder (EXO-K)
- Tell Me What Is Love (Solo do D.O.) (KR)
- My Lady (EXO-M)
- My Turn to Cry (Solo do Baekhyun) (KR)
- 인어의 눈물 (Baby Don't Cry) (EXO-K)

Ment
- Machine (EXO-K)
- Breakin' Machine (Solo de dança do Xiumin)
- 3.6.5 (CH-KR-CH)
- History (KR-CH-KR)
- The Star (Solo do Luhan) (CH)
- Beautiful (Solo do Suho) (KR)
- 피터팬 (Peter Pan) (KR)
- Metal (Solo de dança do Tao)

VCR (Heart Attack)
- Deep Breath (Solo do Kai) (KR)
- Overdose (KR)

(Encore)
- 늑대와 미녀 (Wolf) (KR)
- 으르렁 (Growl) (KR)

Ment
- Lucky (KR)
- VCR e ENCERRAMENTO

VCR (Intro)
- MAMA (remix) (KR-CH-KR)
- Let Out the Beast (CH-KR-CH)
- I'm Lay (Solo do Lay) (EN)
- 월광 (Moonlight) (EXO-K)

Ment
- Delight (Solo do Chanyeol) (KR)
- 너의 세상으로 (Into Your World) (EXO-M)
- Black Pearl (CH)
- Uprising (Solo do Chen) (KR)
- SHINee Medley: 쏘리 쏘리 (Sorry Sorry) (KR), Dream Girl (KR), 링딩동 (Ring Ding Dong), Genie (KR) & Gee (CH)
- XOXO (KR)
- Exorient (Solo de dança do Sehun)
- Love, Love, Love (KR)
- Thunder (EXO-K)
- Tell Me What Is Love (Solo do D.O.) (KR)
- My Lady (EXO-M)
- My Turn to Cry (Solo do Baekhyun) (KR)
- 인어의 눈물 (Baby Don't Cry) (EXO-K)

Ment
- Machine (EXO-K)
- Breakin' Machine (Solo de dança do Xiumin)
- 3.6.5 (CH-KR-CH)
- History (KR-CH-KR)
- Beautiful (Solo do Suho) (KR)
- 피터팬 (Peter Pan) (KR)
- Metal (Solo de dança do Tao)

VCR (Heart Attack)
- Deep Breath (Solo do Kai) (KR)
- Overdose (KR)

(Encore)
- 늑대와 미녀 (Wolf) (KR)
- 으르렁 (Growl) (KR)

Ment
- Lucky (KR)
- VCR e ENCERRAMENTO

VCR (Introdução)
- MAMA (remix) (KR-CH-KR)
- Let Out the Beast (CH-KR-CH)
- I'm Lay (Solo do Lay) (EN)
- 월광 (Moonlight) (EXO-M)

Ment
- Delight (Solo do Chanyeol) (KR)
- 너의 세상으로 (Into Your World) (EXO-M)
- Black Pearl (CH)
- Uprising (Solo do Chen) (KR)
- Medley: 쏘리 쏘리 (Sorry Sorry) (KR), Dream Girl (KR), 링딩동 (Ring Ding Dong), Genie (KR) & Gee (CH)
- XOXO (CH)
- Exorient (Solo de dança do Sehun)
- Love, Love, Love (KR)
- Thunder (EXO-M)
- Tell Me What Is Love (Solo do D.O.) (KR)
- My Lady (EXO-M)
- My Turn to Cry (Solo do Baekhyun) (KR)
- 인어의 눈물 (Baby Don't Cry) (EXO-M)

Ment
- Machine (EXO-K)
- Breakin' Machine (Solo de dança do Xiumin)
- 3.6.5 (CH-KR-CH)
- History (KR-CH-KR)
- The Star (Solo do Luhan) (CH)
- Beautiful (Solo do Suho) (KR)
- 피터팬 (Peter Pan) (KR)
- Metal (Solo de dança do Tao)

VCR (Heart Attack)
- Deep Breath (Solo do Kai) (KR)
- Overdose (CH)

(Encore)
- 늑대와 미녀 (Wolf) (CH)
- 으르렁 (Growl) (CH)

Ment
- Lucky (CH)
- VCR e ENCERRAMENTO

VCR (Introdução)
- MAMA (remix) (KR-CH-KR)
- Let Out the Beast (CH-KR-CH)
- I'm Lay (Solo do Lay) (EN)
- 월광 (Moonlight) (EXO-K)

Ment
- Delight (Solo do Chanyeol) (KR)
- 너의 세상으로 (Into Your World) (EXO-M)
- Black Pearl (CH)
- Uprising (Solo do Chen) (KR)
- Medley: 쏘리 쏘리 (Sorry Sorry) (KR), Dream Girl (KR), 링딩동 (Ring Ding Dong), Genie (KR) & Gee (CH)
- XOXO (CH)
- Exorient (Solo de dança do Sehun)
- Love, Love, Love (KR)
- Thunder (EXO-M)
- Tell Me What Is Love (Solo do D.O.) (KR)
- My Lady (EXO-M)
- My Turn to Cry (Solo do Baekhyun) (KR)
- 인어의 눈물 (Baby Don't Cry) (EXO-M)

Ment
- Machine (EXO-K)
- Breakin' Machine (Solo de dança do Xiumin)
- 3.6.5 (CH-KR-CH)
- History (KR-CH-KR)
- The Star (Solo do Luhan) (CH)
- Beautiful (Solo do Suho) (KR)
- 피터팬 (Peter Pan) (KR)
- Metal (Solo de dança do Tao)

VCR (Heart Attack)
- Deep Breath (Solo do Kai) (KR)
- Overdose (KR)

(Encore)
- 늑대와 미녀 (Wolf) (KR)
- 으르렁 (Growl) (KR)

Ment
- Lucky (KR)
- VCR e ENCERRAMENTO

VCR (Introdução)
- MAMA (remix) (KR-CH-KR)
- Let Out the Beast (CH-KR-CH)
- I'm Lay (Solo do Lay) (EN)
- 월광 (Moonlight) (EXO-M)

Ment
- Delight (Solo do Chanyeol) (KR)
- 너의 세상으로 (Into Your World) (EXO-M)
- Black Pearl (CH)
- Uprising (Chen solo) (KR)
- Medley: 쏘리 쏘리 (Sorry Sorry) (KR), Dream Girl (KR), 링딩동 (Ring Ding Dong), Genie (KR) & Gee (CH)
- XOXO (CH)
- Exorient (Solo de dança do Sehun)
- Love, Love, Love (KR)
- Thunder (EXO-M)
- Tell Me What Is Love (Solo do D.O.) (KR)
- My Lady (EXO-M)
- My Turn to Cry (Solo do Baekhyun) (KR)
- 인어의 눈물 (Baby Don't Cry) (EXO-M)

Ment
- Machine (EXO-K)
- Breakin' Machine (Solo de dança do Xiumin)
- 3.6.5 (CH-KR-CH)
- History (KR-CH-KR)
- The Star (Solo do Luhan) (CH)
- Beautiful (Solo do Suho) (KR)
- 피터팬 (Peter Pan) (KR)
- Metal (Solo de dança do Tao)

VCR (Heart Attack)
- Deep Breath (Solo do Kai) (KR)
- Overdose (CH)

(Encore)
- 늑대와 미녀 (Wolf) (CH)
- 으르렁 (Growl) (CH)

Ment
- Lucky (CH)
- VCR e ENCERRAMENTO

## Datas
| Data                   | Cidade    | País          | Local                                | Comparecimento |
| ---------------------- | --------- | ------------- | ------------------------------------ | -------------- |
| 23 de maio de 2014     | Seul      | Coreia do Sul | Olympic Gymnastics Arena             | 42 174         |
| 24 de maio de 2014     | Seul      | Coreia do Sul | Olympic Gymnastics Arena             | 42 174         |
| 25 de maio 2014        | Seul      | Coreia do Sul | Olympic Gymnastics Arena             | 42 174         |
| 1 junho 2014           | Hong Kong | China         | AsiaWorld-Arena                      | 27 828         |
| 2 de junho 2014        | Hong Kong | China         | AsiaWorld-Arena                      | 27 828         |
| 14 de junho 2014       | Wuhan     | China         | Wuhan Stadium                        | 13 449         |
| 28 de junho 2014       | Chongqing | China         | Chongqing Olympic Sports Center      | 13 893         |
| 5 de julho de 2014     | Chengdu   | China         | Chengdu Sports Center                | 14 526         |
| 11 de julho de 2014    | Taipei    | Taiwan        | Taipei Arena                         | 22 864         |
| 12 de julho de 2014    | Taipei    | Taiwan        | Taipei Arena                         | 22 864         |
| 18 de julho de 2014    | Xangai    | China         | Mercedes-Benz Arena                  | 20 958         |
| 19 de julho de 2014    | Xangai    | China         | Mercedes-Benz Arena                  | 20 958         |
| 27 de julho de 2014    | Changsha  | China         | Helong Stadium                       | 13 774         |
| 2 de agosto de 2014    | Xian      | China         | Shaanxi Province Stadium             | 11 305         |
| 23 de agosto de 2014   | Singapura | Singapura     | Singapore Indoor Stadium             | 10 677         |
| 30 de agosto de 2014   | Guangzhou | China         | Guangzhou International Sports Arena | 13 082         |
| 6 de setembro de 2014  | Jacarta   | Indonésia     | Lapangan D Senayan                   | 14 958         |
| 13 de setembro de 2014 | Bangkok   | Tailândia     | Impact Arena                         | 28 446         |
| 14 de setembro de 2014 | Bangkok   | Tailândia     | Impact Arena                         | 28 446         |
| 20 de setembro de 2014 | Pequim    | China         | MasterCard Center                    | 23 012         |
| 21 de setembro de 2014 | Pequim    | China         | MasterCard Center                    | 23 012         |
| 11 de novembro de 2014 | Fukuoka   | Japão         | Marine Messe Fukuoka                 | 34 158         |
| 12 de novembro de 2014 | Fukuoka   | Japão         | Marine Messe Fukuoka                 | 34 158         |
| 13 de novembro de 2014 | Fukuoka   | Japão         | Marine Messe Fukuoka                 | 34 158         |
| 18 de novembro de 2014 | Tóquio    | Japão         | Yoyogi National Gymnasium            | 35 844         |
| 19 de novembro de 2014 | Tóquio    | Japão         | Yoyogi National Gymnasium            | 35 844         |
| 20 de novembro de 2014 | Tóquio    | Japão         | Yoyogi National Gymnasium            | 35 844         |
| 22 de dezembro de 2014 | Osaka     | Japão         | Osaka-jō Hall                        | 34 962         |
| 23 de dezembro de 2014 | Osaka     | Japão         | Osaka-jō Hall                        | 34 962         |
| 24 de dezembro de 2014 | Osaka     | Japão         | Osaka-jō Hall                        | 34 962         |